# The Rising of the Son
Albums de Patrice
One
(2010)
The Rising of the Son est le septième album du chanteur Patrice, sorti en 2013.

## Liste des pistes
1. Hippies With Guns
2. Lover Man
3. Alive (feat. Busy Signal)
4. Cry Cry Cry
5. Boxes
6. God Bless You La La La (feat. Cody ChesnuTT)
7. Making ways
8. Faces (feat. Selah Sue)
9. Every Second
10. One day (feat. Don Corleon)
11. 1 in 7
12. Good Tomorrows (feat. Ikaya)
13. Angels vs. Demons